# Бычок — смоляной бочок

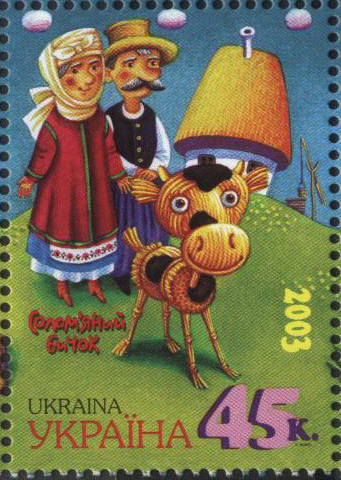
Марка Украины, 2003

«Бычок — смоляной бочок» (Соломенный бычок, Смоляной бычок, укр. Солом'яний бичок) — сюжет русских и украинской народных сказок. Русская народная сказка на сюжет «Бычок — смоляной бочок» — (СУС № 159) была известна в одной записи и не зарегистрирована в сборнике А. Н. Афанасьева. В 1976 году сказка записана также в Пудожском крае Карелии от сказительницы Перхиной Ирины Павловны.
Украинская народная сказка опубликована в 1860 году на русском языке в пересказе Г. П. Данилевского под названием «Смоляной бычок». По сюжету народной сказки А. В. Неручев написал свой вариант сказки («Смоляной бычок»), которая издана в 1912 году с рисунками автора. В русском пересказе украинской сказки у А. Нечаева (1947) сказка называется «Соломенный бычок — смоляной бочок».

## Сюжет

### Русская сказка
Жили-были бабка, дедка и внучка. И вот как-то захотела Танюша (вар. Алёнушка), чтобы у них кроме стада коров был бы ещё маленький бычок. Дед пошёл в лес и сделал ей бычка из смолы, палок и соломы. Внучка была очень рада и отвела бычка на луг пастись. На бычка позарились сперва медведь, потом волк, а затем и заяц. Звери прилипали к бычку, а тот отводил их домой. Дед хотел убить зверей и снять с них шкуры, но сжалился и каждого отпускал под честное слово. А благодарные звери за это приносили, кто мёд, кто капусту, и орехи.

### Украинская сказка
Дед, заманив соломенным бычком лису, волка и медведя к себе в погреб, выторговал у них кур, уток, баранов и улей с медом в обмен на их жизни.

## Экранизация
По сказке создано 4 мультфильма:
- Сказка про соломенного бычка (Казка про солом’яного бичка) — Всеукраинское фотокиноуправление, 1927;
- Соломенный бычок — «Союзмультфильм», 1954;
- Соломенный бычок, — т/о «Экран», 1971;
- Соломенный бычок — «Киевнаучфильм», 1971.